# Tosh Van der Sande
Tosh Van der Sande (nascido em 28 de novembro de 1990, em Wijnegem) é um ciclista belga, que atualmente corre para a equipe Lotto-Belisol.